# Список университетов и колледжей Внутренней Монголии
Ниже приведен список университетов и колледжей Внутренней Монголии (Китай).

## Обозначения
В статье используются следующие обозначения:
- Провинциальный: учебное заведение, управляемое властями провинции.
- Независимый: независимое учебное заведение.
- Ω (национальные ключевые университеты[англ.]): университеты имеющие высокий уровень поддержки со стороны центрального правительства КНР.

## Университеты
| Название                                                | Китайское название   | Год  | Тип            | Город    | Ссылка                   | Примечания             |
| ------------------------------------------------------- | -------------------- | ---- | -------------- | -------- | ------------------------ | ---------------------- |
| Университет Внутренней Монголии                         | 内蒙古大学           | 1957 | Провинциальный | Хух-Хото | http://www.imu.edu.cn/   | Ω (недоступная ссылка) |
| Научно-технологический университет Внутренней Монголии  | 内蒙古科技大学       | 1952 | Провинциальный | Баотоу   | http://www.imust.edu.cn/ | (недоступная ссылка)   |
| Технологический университет Внутренней Монголии         | 内蒙古工业大学       | 1951 | Провинциальный | Хух-Хото | http://www.imut.edu.cn/  | (недоступная ссылка)   |
| Сельскохозяйственный университет Внутренней Монголии    | 内蒙古农业大学       | 1952 | Провинциальный | Хух-Хото | http://www.imau.edu.cn/  |                        |
| Медицинский университет Внутренней Монголии             | 内蒙古医科大学       | 1956 | Провинциальный | Хух-Хото | http://www.immu.edu.cn/  | (недоступная ссылка)   |
| Педагогический университет Внутренней Монголии          | 内蒙古师范大学       | 1952 | Провинциальный | Хух-Хото | http://www.imnu.edu.cn/  | (недоступная ссылка)   |
| Университет Миньцзу Внутренней Монголии                 | 内蒙古民族大学       | 1958 | Провинциальный | Тунляо   | http://www.imun.edu.cn/  | (недоступная ссылка)   |
| Чифэнский университет                                   | 赤峰学院             | 2003 | Провинциальный | Чифэн    | http://www.cfxy.cn/      | (недоступная ссылка)   |
| Цзининский педагогический университет                   | 集宁师范学院         | 1958 | Провинциальный | Уланчаб  |                          |                        |
| Финансово-экономический университет Внутренней Монголии | 内蒙古财经大学       | 1960 | Провинциальный | Хух-Хото | http://www.imufe.edu.cn/ |                        |
| Университет искусств Внутренней Монголии                | 内蒙古艺术学院       | 1957 | Провинциальный | Хух-Хото | http://www.imac.edu.cn   | (недоступная ссылка)   |
| Институт прикладных технологий Ордос                    | 鄂尔多斯应用技术学院 | 2015 | Провинциальный | Ордос    | http://www.oit.edu.cn/   | (недоступная ссылка)   |

## Колледжи
| Название                                    | Китайское название     | Год  | Тип            | Город      | Ссылка                     | Примечания                                                                       |
| ------------------------------------------- | ---------------------- | ---- | -------------- | ---------- | -------------------------- | -------------------------------------------------------------------------------- |
| Педагогический колледж Баотоу               | 包头师范学院           | 1958 | Провинциальный | Баотоу     | http://www.bttc.cn//       | при (недоступная ссылка) Научно-технологическом университете Внутренней Монголии |
| Хулун-Буирский колледж                      | 呼伦贝尔学院           | 1977 | Провинциальный | Хулун-Буир | http://www.hlbec.edu.cn/   | (недоступная ссылка)                                                             |
| Медицинский колледж Баотоу                  | 包头医学院             | 1984 | Провинциальный | Баотоу     | http://www.btmc.edu.cn//   | при (недоступная ссылка) Научно-технологическом университете Внутренней Монголии |
| Хэтао-колледж                               | 河套学院               | 1985 | Провинциальный | Баян-Нур   | http://www.hetaodaxue.com/ |                                                                                  |
| Университетский колледж Внутренней Монголии | 内蒙古大学创业学院     |      | Независимый    | Хух-Хото   |                            | при Университете Внутренней Монголии                                             |
| Педагогический колледж Внутренней Монголии  | 内蒙古师范大学鸿德学院 |      | Независимый    | Хух-Хото   | http://www.xjnyedu.com/    | при (недоступная ссылка) Педагогическом Университете Внутренней Монголии         |